# Deutsche Gesellschaft für Medizinische Psychologie
Die Deutsche Gesellschaft für Medizinische Psychologie (DGMP) ist ein Zusammenschluss von Wissenschaftlern (Mediziner, Psychologen und Soziologen), die das Fach Medizinische Psychologie in Lehre, Forschung und Krankenversorgung vertreten. Die Gesellschaft wurde 1979 in Heidelberg als Gesellschaft für Medizinische Psychologie (GMP) gegründet und gab sich 1990 den heutigen Namen. Sie hat heute ca. 215 Mitglieder, die vorwiegend in den 33 Instituten und Abteilungen für Medizinische Psychologie an den medizinausbildenden Universitäten und Hochschulen tätig sind. Das Organ der DGMP war von 1992 bis 2013 die Zeitschrift für Medizinische Psychologie, seitdem ist die Zeitschrift Psychotherapie Psychosomatik Medizinische Psychologie das Organ der Gesellschaft.

## Geschichte
Der Verein wurde am 21. April 1979 in Heidelberg gegründet. Vorausgegangen war in der Bundesrepublik 1970 die Gründung der „Ständigen Konferenz der Hochschullehrer für Psychosomatik/Psychotherapie und Medizinische Psychologie“ auf Initiative von Horst-Eberhard Richter. Im selben Jahr wurden mit der Novellierung der Approbationsordnung Medizinische Psychologie, Medizinische Soziologie, Psychosomatische Medizin und Psychotherapie als Pflichtfächer in das Medizinstudium eingeführt. 1972 wurde der erste Lehrstuhl für Medizinische Psychologie eingerichtet (Dieter Beckmann in Gießen). 1973 erschien das erste Lehrbuch im Sinne der Approbationsordnung.
Von 1974 bis 1982 erschien die Zeitschrift Medizinische Psychologie: Lehre, Forschung u. Klinik als Organ d. Sektion Medizinische Psychologie der Ständigen Konferenz der Hochschullehrer für Psychosomatik, Psychotherapie, Medizinische Psychologie und Medizinische Soziologie. Begründer und erste Schriftleiter waren Lothar R. Schmidt und Friedbert Steigerwald. Schmidt, einer der beiden Sektionsvorsitzenden, war auch der Vorsitzende des Gründungsvorstandes der Gesellschaft.
Der erste Kongress „Psychologie in der Medizin“ fand 1976 in Ulm statt. Der Verein ist seit 1980 Mitglied der Arbeitsgemeinschaft der Wissenschaftlichen Medizinischen Fachgesellschaften (AWMF).
In der DDR gab es Sektionen Medizinische Psychologie der Gesellschaft für Psychotherapie, Psychosomatik und Medizinische Psychologie sowie der Gesellschaft für Psychiatrie und Neurologie, die bereits seit 1981 eng mit der GMP zusammenarbeiteten und z. B. zwei große internationale Kongresse 1984 und 1988 sowie aller zwei Jahre Tagungen mit internationaler Beteiligung in Ahrenshoop ausrichteten. 1979 wurde die Arbeitsgemeinschaft der Hochschullehrer für Medizinische Psychologie in der DDR gegründet, 1982 das Fach offiziell in das Medizinstudium eingeführt. In der DDR verstand sich die Medizinische Psychologie mehr als interdisziplinäres Fach zwischen Medizin und Psychologie denn als reines Ausbildungsfach. Hans Szewczyk und Hans-Dieter Rösler,  später Michael Geyer und Gisela Ehle sind eng mit dieser Entwicklung verbunden. Nach der Wiedervereinigung führte dies im Jahre 1990 zu einem „Vereinigungskongress“ in Berlin, bei dem sich die Fachgesellschaft als Deutsche Gesellschaft für Medizinische Psychologie (DGMP) neu konstituierte.

## Forschungsthemen
Der Verein benennt die folgenden Gebiete als wichtige Themen medizinpsychologischer Forschung:
- Patient-Arzt-Beziehung und Kommunikation
- Krankheitsverarbeitung
- psychobiologische Zusammenhänge
- Prävention und Rehabilitation, Gesundheitsförderung
- psychosoziale Versorgungsforschung
- Entwicklungspsychologie und Umgang mit minderjährigen Patienten und ihren Familien
- sozialpsychologische Aspekte von Gesundheit und Krankheit

## Vorstände
| Zeitraum  | 1. Vorsitzender         | 2. Vorsitzender       |
| 1979–1981 | Lothar R. Schmidt       | Jörn Scheer           |
| 1981–1983 | Margit v. Kerekjarto    | Rolf Verres           |
| 1983–1985 | Margit v. Kerekjarto    | Gernot Huppmann       |
| 1985–1987 | Peter Rosemeier         | Bernd Dahme           |
| 1987–1989 | Peter Rosemeier         | Peter Jacobi          |
| 1989–1991 | Uwe Tewes               | Jürgen Neuser         |
| 1991–1992 | Ernst Pöppel            | Monika Hasenbring     |
| 1992–1994 | Heinz-Dieter Basler     | Monika Hasenbring     |
| 1994–1996 | Heinz-Dieter Basler     | Elmar Brähler         |
| 1996–1998 | Elmar Brähler           | Monika Bullinger      |
| 1998–2000 | Elmar Brähler           | Nicole v. Steinbüchel |
| 2000–2002 | Uwe Koch                | Nicole v. Steinbüchel |
| 2002–2004 | Uwe Koch                | Hermann Faller        |
| 2004–2006 | Bernhard Strauß         | Hermann Faller        |
| 2006–2008 | Bernhard Strauß         | Hermann Faller        |
| 2008–2010 | Renate Deinzer          | Bernhard Strauß       |
| 2010–2012 | Renate Deinzer          | Hans-Joachim Hannich  |
| 2012–2014 | Renate Deinzer          | Hans-Joachim Hannich  |
| 2014–2016 | Peter Kropp             | Renate Deinzer        |
| 2016–2018 | Peter Kropp             | Martin Härter         |
| 2018–2021 | Martin Härter           | Beate Ditzen          |
| 2021–2023 | Anja Mehnert-Theuerkauf | Beate Ditzen          |

Die Mitgliederversammlung beschloss 2023 eine Neuorganisation des Vorstandes. Dieser besteht nun aus einem Präsidenten und zwei Vizepräsidenten.
| Zeitraum  | Präsident               | Vizepräsident | Vizepräsident   |
| 2023–2025 | Anja Mehnert-Theuerkauf | Beate Ditzen  | Katja Petrowski |
| 2025-     |                         |               |                 |

## Wissenschaftliche Kongresse
Die Kongresse der Deutschen Gesellschaft für Medizinische Psychologie finden seit 1976 alle zwei Jahre statt. In den Jahren zwischen den Kongressen fanden kleinere Tagungen statt (von 1979 bis 1991 in halbjährlichem Rhythmus, von 1992 bis 2017 jährlich).
In der DDR fanden zwei große medizinpsychologische Kongresse statt: Ein Symposium „Zur Psychologie des Patienten“ wurde unter Leitung von Hans Szewczyk im April 1984 in Erfurt abgehalten, ein zweites mit dem Titel „Entwicklungslinien der Medizinischen Psychologie“ im Dezember 1988 in Berlin unter Leitung von Gisela Ehle.
| Jahr | Ort        | Veranstalter                                                        |
| 1976 | Ulm        | Helmut Zenz                                                         |
| 1978 | Hamburg    | Bernhard Dahme, Uwe Koch                                            |
| 1980 | Gießen     | Jörn Scheer                                                         |
| 1982 | Hannover   | Uwe Tewes                                                           |
| 1984 | München    | Fritz Schmielau                                                     |
| 1986 | Berlin     | Hans-Peter Rosemeier                                                |
| 1988 | Göttingen  | H. Pohlmeier                                                        |
| 1990 | Ulm        | Helmut Zenz                                                         |
| 1992 | Mainz      | Gernot Huppmann                                                     |
| 1994 | Magdeburg  | Bernhard Sabel                                                      |
| 1996 | Leipzig    | Elmar Brähler                                                       |
| 1998 | Hamburg    | Uwe Koch, Monika Bullinger                                          |
| 2000 | Aachen     | Jürgen Neuser, J. de Bruin                                          |
| 2002 | Dresden    | Friedrich Balck                                                     |
| 2004 | Bochum     | Dirk Hallner, Olaf von dem Knesebeck, Monika Hasenbring             |
| 2006 | Leipzig    | Yve Stöbel-Richter, Andreas Hinz, Christina Schröder, Elmar Brähler |
| 2008 | Jena       | Bernhard Strauß                                                     |
| 2010 | Gießen     | Renate Deinzer                                                      |
| 2012 | Heidelberg | Rolf Verres                                                         |
| 2014 | Greifswald | Hans-Joachim Hannich                                                |
| 2016 | Berlin     | Christine Heim                                                      |
| 2018 | Leipzig    | Anja Mehnert                                                        |
| 2020 | Hamburg    | abgesagt (Pandemie)                                                 |
| 2021 | Online     | Martin Härter, Olaf von dem Knesebeck, gemeinsam mit DGMS           |
| 2023 | Gießen     | Renate Deinzer                                                      |
| 2025 | Augsburg   | Miriam Kunz (geplant)                                               |

## Preise
Der Verein vergibt seit 1992 aller zwei Jahre den Förderpreis der DGMP (Peter-Jacobi-Preis) für innovative Arbeiten aus dem Bereich der Medizinischen Psychologie. Seit 2002 ist dieser Preis mit 2.000 Euro dotiert. Bewerben können sich promovierte oder habilitierte Mitglieder der Gesellschaft, die noch keine ordentliche Professur innehaben. Preisträger waren Uwe Niederberger (1992), Sönke Johannes (1994), Erich Kasten (1996), Marc Wittmann (1998), Michael S. Exton (2000), Gabriela Helga Franke (2002), Rüdiger Ilg (2004), Brigitte M. Kudielka (2006), Gabriele Wilz (2008), Thomas Forkmann (2010), Friederike Kendel (2010), Heike Spaderna (2012), Adina Carmen Rusu-Klappheck (2014), Silke Burkert (2016), Christina Schut (2018), Susan Sierau (2021) und Laura Inhestern (2023).
Von 2002 bis 2008 vergab die Gesellschaft im zweijährlichen Rhythmus einen Förderpreis für Nachwuchswissenschaftlerinnen („Frauenpreis“), um die wissenschaftliche Qualifikation jüngerer Frauen im Bereich der Medizinischen Psychologie zu fördern. 2009 wurde dieses Ziel als erreicht angesehen und der Preis mit dem Sabine-Grüsser-Sinopoli-Preis verschmolzen, für den sich auch männliche Wissenschaftlicher bewerben können.
Der Verein hat im Jahr 2010 für den wissenschaftlichen Nachwuchs einen Preis ausgelobt, der nach Sabine Grüsser-Sinopoli benannt ist. Der mit 1.000 Euro dotierte Preis wurde erstmals im September 2010 auf dem Kongress der DGMP verliehen. Preisträger waren Yavor Yalachkov und Markus Zenger (2010), Daniela Harnacke (2012), Susan Koranyi (2014), Katharina Kuba und Peter Esser (2018), Mareike Ernst (2021) und Ekaterina Schneider (2023).